# Gamaleya Rock
Der Gamaleya Rock (russisch Скала Гамале́я, norwegisch Gamalejahamaren) ist eine Felsformation im ostantarktischen Königin-Maud-Land. Der Felsen ragt 3 km südöstlich des Smirnov Peak auf und markiert den Ausläufer einer Reihe von Felsen östlich des Schtscherbakowgebirges in der Orvinfjella auf.
Luftaufnahmen der Deutschen Antarktischen Expedition 1938/39 unter der Leitung des Polarforschers Alfred Ritscher dienten einer ersten groben Kartierung. Norwegische Kartografen kartierten ihn anhand von Vermessungen und Luftaufnahmen der Dritten Norwegischen Antarktisexpedition (1956–1960). Teilnehmer einer von 1960 bis 1961 dauernden sowjetischen Antarktisexpedition kartierten ihn erneut und benannten ihn nach dem russischen Schriftsteller und Navigationswissenschaftler Platon Jakowlewitsch Gamaleja (1766–1817). Das Advisory Committee on Antarctic Names überführte die russische Benennung im Jahr 1970 ins Englische.